# Лас-Пальмас (футбольний клуб)
«Лас-Па́льмас» (ісп. Unión Deportiva Las Palmas, S.A.D.) — іспанський футбольний клуб з Лас-Пальмас-де-Гран-Канарія. Заснований 1949 року.

## Досягнення
- Переможці Сегунда Дивізіону: 1953–54, 1963–64, 1984–85, 1999–2000
- Переможці Сегунда Дивізіону Б: 1992–93, 1995–96
- Фіналіст кубка Іспанії: 1977–78